# 이시즈카 사요리
이시즈카 사요리 (石塚 さより, 1977년 8월 30일 출생)는 일본의 성우이다. 그녀는 MÄR와 투하트2와 같은, 많은 인기 있는 아니메 시리즈를 연기했다.

## 역할
- 놀러 갈게!의 마야
- 블리치의 프란체스카 미라 로즈, 쿄코 하이다
- D.C. ~다카포~의 사친
- 골판지전기의 호시하라 히카루
- 두 사람은 프리큐어 Splash Star의 타케우치 아야노
- 매지컬 카난의 스즈하라 미유리
- MÄR의 긴타의 엄마인 레긴레이프 공주
- 메카쿠시티 액터즈의 어린 세토 코우스케
- 머메이드 멜로디 피치피치핏치의 이즐
- 오란고교 호스트부의 히타치인의 도우미인 카라스마 루리
- 소울이터 모노톤 프린세스 (비디오 게임)의 포네라
- 세키레이의 시이나, 치호
- 투하트2의 히메유리 산고
- 윈디테일즈의 미아사
- 린의 날개의 세레
- 아수라 크라잉의 스스기하라 요우
- 소노 쿠치비루 니 요루 노 쓰유 드라마 CD의 버스 안내원